# In vino veritas
In vino veritas је латинска изрека која у дословном преводну значи: „У вину је истина.”

## Данашња употреба
И данас се често наводи на различитим предметима широке употребе као досјетка и општа максима.
У српском језику се каже: Што тријезан мисли, то пијан говори.

## Тумачење
Код многих алкохол уклања препреке да се и најскровитије тајне, забрањене и строго чуване мисли, гласно кажу.
У винарији Чока постоји гвоздена капија на којој стоји натпис: лат. in vino veritas, да је у вину  истина, који је тих година постао саставни дио  грба и историје  породице грофа Ледерера.